# Martinho Ndafa Kabi
Martinho Ndafa Kabi (Nhacra, regió d'Oio, 17 de setembre de 1957) va ser primer ministre de Guinea Bissau del 13 d'abril de 2007 al 5 d'agost de 2008. És un membre destacat del Partit Africà per la Independència de Guinea i Cap Verd (PAIGC).

## Biografia
Kabi, membre de l'ètnia dels balantes, va néixer a Nhacra a la regió d'Oio. Es va incorporar al PAIGC en març de 1974 i va ser delegat a Primer Congrés Extraordinari del PAIGC (novembre de 1981), en el Segon Congrés Extraordinari (gener de 1991), en el Cinquè Congrés Ordinari (desembre de 1991), en el Sisè Congrés Ordinari (maig de 1998), en el Tercer Congrés Extraordinari (setembre de 1999), i en el Quart Congrés Extraordinari (gener-febrer de 2002). Va ser escollit com a president de la Comissió Nacional de Verificació i Control en el Tercer Congrés Extraordinari el 1999 i com a vicepresident tercer del PAIGC en el IV Congrés Extraordinari de 2002. Kabi és considerat de la línia dura del PAIGC.
En el govern del primer ministre Carlos Gomes Júnior, va ocupar el càrrec de Ministre d'Energia i Recursos Naturals entre maig de 2004 i abril de 2005, quan fou nomenat Ministre de Defensa. Després que el President Nino Vieira destituís Gomes Júnior, el Comitè Permanent del Buró Polític del PAIGC va elegir Kabi per succeir-lo com a primer ministre, però el 2 de novembre de 2005 Vieira va nomenar en el seu lloc Aristides Gomes, un dissident del PAIGC lleials al president. El PAIGC argumentà que el nomenament de Gomes era "arbitrari i inconstitucional", però el nomenament va ser confirmat pel Tribunal Suprem el gener de 2006.
El PAIGC, el Partit de Renovació Social (PRS), i el Partit Unit Social Democràtic (PUSD) van signar un "pacte d'estabilitat" al març de 2007. Després que Aristides Gomes va perdre un vot de confiança i va presentar la seva renúncia al final del mes, Kabi es va proposar com a primer ministre per l'aliança de tres partits. El 9 d'abril, es va anunciar que el president João Bernardo Vieira havia rebutjat l'elecció de Kabi, però la coalició va dir que el mantenien com la seva opció; finalment, el mateix dia, Vieira nomenà Kabi com a nou Primer Ministre. Kabi va dir que el principal objectiu del seu govern seria l'organització de les eleccions legislatives plantejades per a 2008; també va dir que la reconciliació nacional era necessària per aconseguir aquest objectiu i que "faria del diàleg una prioritat de [el seu] mandat".
Kabi va prendre possessió el 13 d'abril, i el seu govern, integrat per 20 ministres (incloent vuit del PAIGC, vuit dels PRS, i dos del PUSD) va ser nomenat el 17 d'abril. Kabi era vist com a proper al Cap d'Estat Major de les Forces Armades.
Com a primer ministre, Kabi es va veure involucrat en una llarga disputa amb el president del Tribunal de Comptes, Francisco Fadul.
El PAIGC va retirar el seu suport a Kabi el 29 de febrer de 2008, dient que ho feia "per evitar actes d'indisciplina que amenacen la cohesió i la unitat en el partit". El president del PAIGC Carlos Gomes Júnior criticà Kabi per suposada manca de lleialtat al partit i simpatitzar amb el PRS. Al VII Congrés Ordinari del PAIGC celebrat entre juny i juliol de 2008, Kabi era candidat a la direcció del partit; però Gomes i Malam Bacai Sanhá eren els principals candidats, i Gomes va ser reelegit com a president del PAIGC. Kabi va rebre 95 vots, quedant en un distant tercer lloc.
Després de Kabi va destituir als directors de duanes, impostos i del Tresor el 25 de juliol de 2008 sense notificar amb antelació al partit, el PAIGC va decidir retirar-se del pacte d'estabilitat dels tres partits signat el març de 2007.
Vieira va dissoldre l'Assemblea Nacional Popular i va nomenar Carlos Correia per substituir Kabi com a primer ministre el 5 d'agost de 2008. Kabi era fora del país en aquell moment per raons de salut.